# Ісфаганський метрополітен
Ісфаганський метрополітен (перс. متروی اصفهان)  — система ліній метрополітену у місті Ісфаган, Іран. П'ята система метрополітену в Ірані. Введено в експлуатацію 15 жовтня 2015 року

## Історія
Будівництво розпочато у 2000 році, у 2001 році розпочато проходження тунелів.
Будівництво першої черги метро між станція Каве — Шохада проводилося відкритим методом, глибина закладення 8 — 10 метрів. Рух транспорту на ділянках будівництва перекривався. Частина тунелів метро будувалася TBM машинами (вартість кожної — 20 мільйонів доларів США) з внутрішнім діаметром тунелю в 6 метрів і глибиною закладення 14 — 18 метрів. Так від станції Шохада до станції Азаді будівництво велося закритим способом.
Станції метро оздоблювалися полірованим гранітом різних відтінків без східних орнаментів.

## Лінії
Перша лінія (червона) — мілкого закладення, що прямує з півночі на південь міста і складається з 15 станцій (кінцеві — «Каве» і «Софе»). Перетинає історичний центр міста і річку Заянде. Згодом на лінії має бути побудована 21 станція на маршруті в 20 км.
Друга лінія (синя) — на лінії має бути побудовано 22 станції на маршруті в 22 км.

## Перспективи

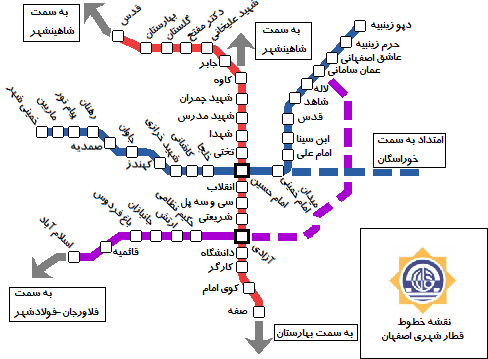
Схема перспективних ліній Ісфаганського метрополітену

Надалі планується спорудження другої лінії від станції «Азаді» на захід міста.
Всього довжина ліній має сягнути 43 км.

## Ресурси Інтернету
- Офіційний сайт [Архівовано 27 березня 2016 у Wayback Machine.]
- Сайт Швандля
- Esfahan metro opens [Архівовано 18 жовтня 2015 у Wayback Machine.]